# خوان كيروغا
خوان كيروغا (بالإسبانية: Juan Leandro Quiroga)‏ (20 أبريل 1982 في الأرجنتين - ) هو لاعب كرة قدم أرجنتيني في مركز الدفاع. لعب مع أوليمبو وبانفيلد وجيمناسيا لابلاتا وديفنسا خوستيكا ونادي أتليتيكو بيلغرانو ونادي أتليتيكو كولون ونادي بويبلا ونيولز أولد بويز.

## وصلات خارجية
- خوان كيروغا على موقع قاعدة بيانات كرة القدم.إي يو (الإنجليزية)
- خوان كيروغا على موقع Soccerway.com (الإنجليزية)